# Norway (hrabstwo Oxford)
Norway – jednostka osadnicza w Stanach Zjednoczonych, w stanie Maine, w hrabstwie Oxford.